# Wang Xinyu
Wang Xinyu (en chino, 王欣瑜; pinyin, Wáng Xīnyú; Shenzhen, 26 de septiembre de 2001) es una tenista profesional china.

## Carrera
En 2016 jugó su primer torneo de la ITF. Un año más tarde jugó en el torneo junior del Abierto de Australia, donde se coronó campeona junto a su compañera de equipo Liang En-shuo, derrotando a las jugadoras Violet Apisah y Lulu Sun. El mismo año ganó el Campeonato de Wimbledon júnior haciendo equipo con su compatriota Wang Xiyu.
Representó a su país en los Juegos Olímpicos de la Juventud 2018 celebrados en la ciudad de Buenos Aires, Argentina, logrando una medalla de bronce en la modalidad de dobles femenino.

## Torneos de Grand Slam

### Dobles

#### Títulos (1)
| Año  | Torneo        | Pareja       | Oponentes en la final            | Resultado        |
| 2023 | Roland Garros | Su-Wei Hsieh | Leylah Fernandez Taylor Townsend | 1-6, 7-6(5), 6-1 |

## Juegos Olímpicos

### Dobles mixto

#### Medalla de plata
| Año  | Campeonato | Pareja        | Oponentes en la final           | Resultado        |
| 2024 | París 2024 | Zhang Zhizhen | Kateřina Siniaková Tomáš Macháč | 3-6, 7-5, [8-10] |

## Títulos WTA (4; 0+4)

### Individual (0)
| Leyenda              |
| -------------------- |
| Grand Slam (0)       |
| Juegos Olímpicos (0) |
| WTA Finals (0)       |
| WTA 1000 (0)         |
| WTA 500 (0)          |
| WTA 250 (0)          |

#### Finalista (1)
| No. | Fecha               | Torneo | Superficie | Oponente en la final | Resultado         |
| 1.  | 22 de junio de 2025 | Berlín | Hierba     | Markéta Vondroušová  | 6-7(10), 6-4, 2-6 |

### Dobles (4)
| Leyenda                                |
| Grand Slam (1)                         |
| Juegos Olímpicos (0)                   |
| WTA Finals (0)                         |
| P. Mandatory & Premier 5, WTA 1000 (0) |
| Premier, WTA 500 (1)                   |
| International, WTA 250 (2)             |

| N.º | Fecha                    | Torneos       | Superficie    | Pareja       | Oponentes en la final               | Resultado        |
| --- | ------------------------ | ------------- | ------------- | ------------ | ----------------------------------- | ---------------- |
| 1.  | 15 de septiembre de 2019 | Nanchang      | Dura          | Lin Zhu      | Shuai Peng Shuai Zhang              | 6-2, 7-6(5)      |
| 2.  | 30 de octubre de 2021    | Courmayeur    | Dura (i)      | Saisai Zheng | Eri Hozumi Shuai Zhang              | 6-4, 3-6, [10-5] |
| 3.  | 11 de junio de 2023      | Roland Garros | Tierra batida | Su-Wei Hsieh | Leylah Fernandez Taylor Townsend    | 1-6, 7-6(5), 6-1 |
| 4.  | 23 de junio de 2024      | Berlín        | Césped        | Zheng Saisai | Chan Hao-ching Veronika Kudermetova | 6-2, 7-5         |

#### Finalista (5)
| N.º | Fecha                   | Torneos     | Superficie | Pareja        | Oponentes en la final               | Resultado   |
| --- | ----------------------- | ----------- | ---------- | ------------- | ----------------------------------- | ----------- |
| 1.  | 12 de noviembre de 2021 | Linz        | Dura (i)   | Saisai Zheng  | Natela Dzalamidze Kamilla Rakhimova | 4-6, 2-6    |
| 2.  | 27 de febrero de 2022   | Guadalajara | Dura       | Lin Zhu       | Kaitlyn Christian Lidziya Marozava  | 5-7, 3-6    |
| 3.  | 5 de febrero de 2023    | Hua Hin     | Dura       | Lin Zhu       | Hao-Ching Chan Wu Fang-hsien        | 1-6, 6-7(6) |
| 4.  | 26 de febrero de 2023   | Mérida      | Dura       | Wu Fang-hsien | Caty McNally Diane Parry            | 0-6, 5-7    |
| 5.  | 2 de febrero de 2025    | Singapur    | Dura (i)   | Zheng Saisai  | Desirae Krawczyk Giuliana Olmos     | 5-7, 0-6    |

## Finales de Grand Slam Junior

### Dobles: 2 (2 títulos)
| Resultado | Año  | Torneo                  | Superficie | Compañera     | Oponentes                    | Marcador            |
| --------- | ---- | ----------------------- | ---------- | ------------- | ---------------------------- | ------------------- |
| Victoria  | 2018 | Abierto de Australia    | Dura       | Liang En-shuo | Violet Apisah Lulu Sun       | 7-6(4), 4-6, [10-5] |
| Victoria  | 2018 | Campeonato de Wimbledon | Césped     | Wang Xiyu     | Caty McNally Whitney Osuigwe | 6-2, 6-1            |